# Distretto di Banswara
Il distretto di Banswara è un distretto del Rajasthan, in India, di 1 500 420 abitanti. È situato nella divisione di Udaipur e il suo capoluogo è Banswara.